# Тсвани
Тсвани или ботсвани (тсвана: Batswana) е народ от Южна Африка, едно от племената на банту.
Този народ обитава предимно РЮА, но съставлява около 90% от Ботсвана. Размерът на население на племето се оценява на 4,5 милиона до над 5,3 млн.